# Trehörningen (Bollnäs socken, Hälsingland)
Trehörningen är en sjö i Bollnäs kommun i Hälsingland och ingår i Testeboåns huvudavrinningsområde. Sjön är 6,7 meter djup, har en yta på 0,0843 kvadratkilometer och befinner sig 338,4 meter över havet.

## Delavrinningsområde
Trehörningen ingår i det delavrinningsområde (678244-151677) som SMHI kallar för Utloppet av Långsjön. Medelhöjden är 376 meter över havet och ytan är 11,54 kvadratkilometer. Räknas de 4 avrinningsområdena uppströms in blir den ackumulerade arean 44,64 kvadratkilometer. Avrinningsområdets utflöde Testeboån (Grannäsån) mynnar i havet. Avrinningsområdet består mestadels av skog (77 procent). Avrinningsområdet har 0,99 kvadratkilometer vattenytor vilket ger det en sjöprocent på 8,5 procent.